# 能登牛

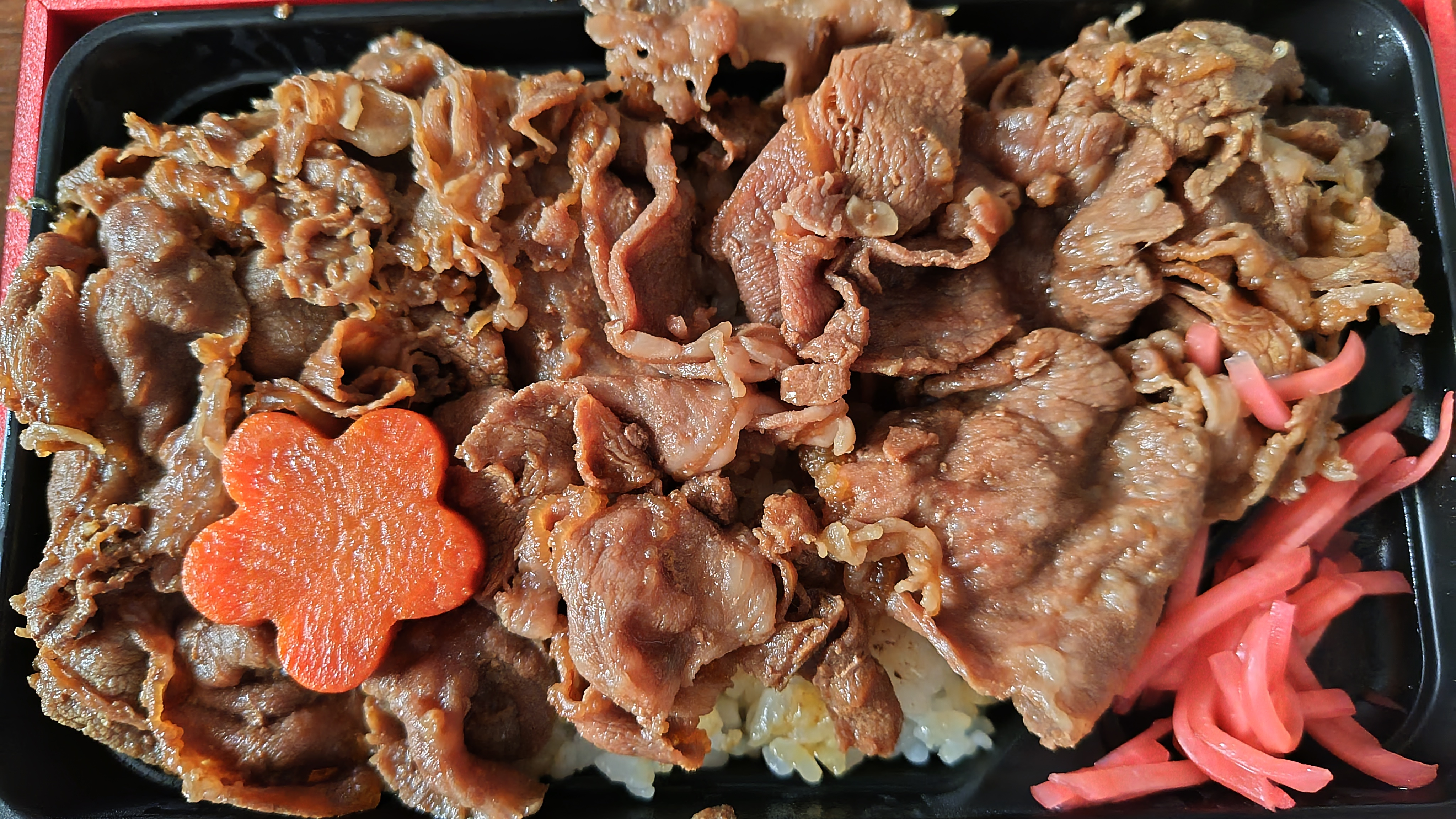
能登牛の牛丼

能登牛（のとうし）は、石川県内の生産から販売・流通に至る関係団体で構成する「能登牛銘柄推進協議会」が、1995年（平成7年）に作成した規約に基づいた一定の基準を満たした場合に呼称が許される牛肉の名称。出荷頭数が少ないため、ほぼ石川県内でしか流通していない。

## 認定の基準
- 黒毛和種（血統が明確であるもの）[1]
- 石川県内が最終飼養地であり、かつ飼養期間が最長[1]
- 肉質等級はA3以上またはB3以上[1]

上記に加え下記条件を満たしたものを特に能登牛プレミアムと認定され専用の認定証や認定シールが発行される
- 格付けA5のうちBMS10以上のもの
- 格付けA5のうちBMS8または9の場合は、オレイン酸含有率55％以上であること

## 歴史
- 1995年（平成7年） - 石川県と県内の肉用牛関係団体が「能登牛銘柄化推進協議会」を立ち上げ、認定の基準を策定[2]。
- 2007年（平成19年） - 第9回全国和牛能力共進会にて特別賞を受賞[3]。
- 2007年（平成19年）10月 - 地域団体商標として登録[1]。
- 2011年（平成23年） - 能登牛プレミアム認定制度を開始
- 2020年（令和2年） - 2019年コロナウイルス感染症による社会・経済的影響を受けて需要が低迷。消費推進のため石川県内の学校給食に能登牛を使用する取り組みを県が実施[4]。